# Berthold Knittel
Berthold Hermann Knittel (* 14. Februar 1853 in Freiburg im Breisgau; † 25. April 1940 in der Tötungsanstalt Grafeneck) war ein deutscher Bildhauer, Fotograf und Musiklehrer. Sein Vater Josef Alois Knittel war ebenso Bildhauer wie sein Bruder Gustav Adolf Knittel.

## Leben

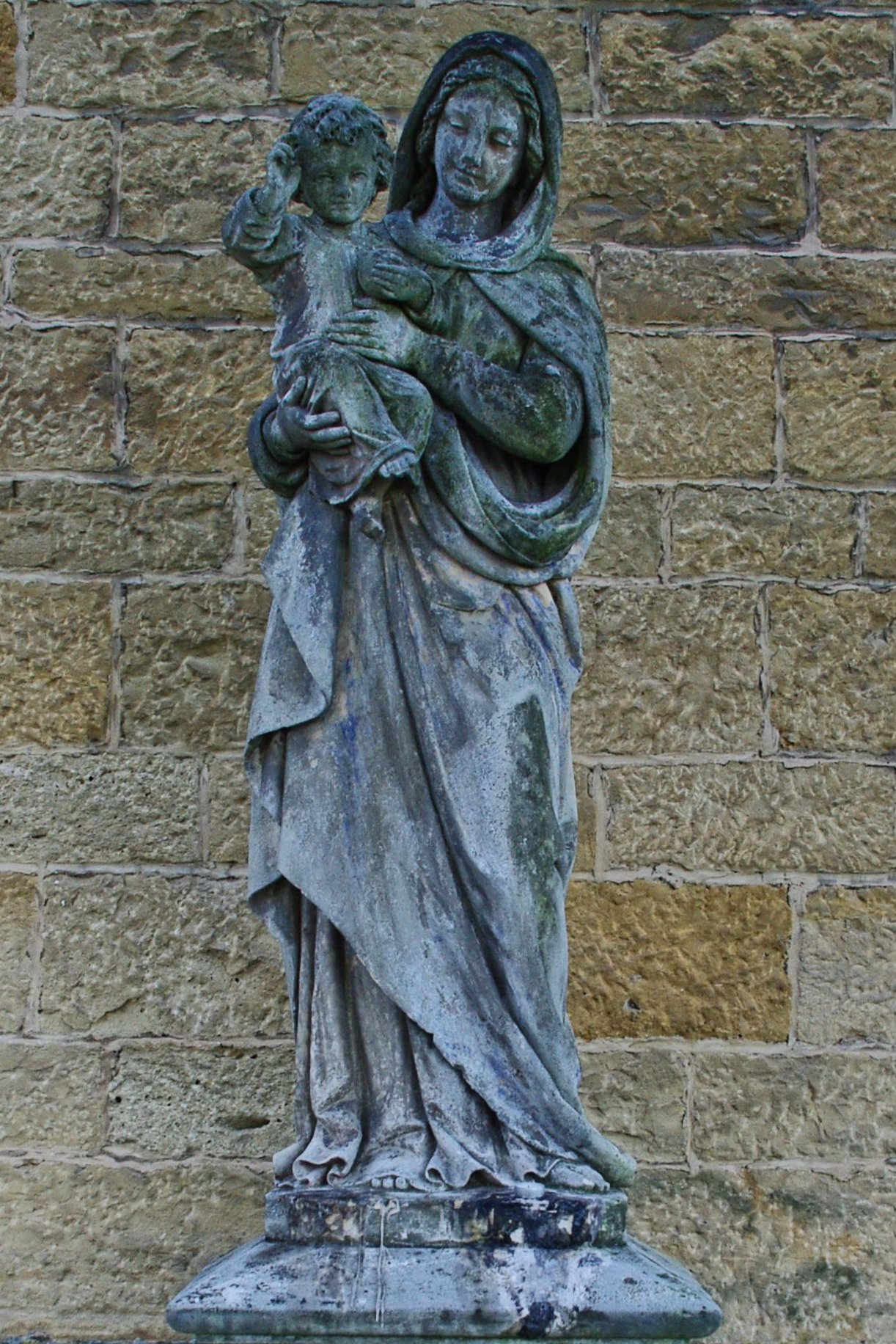
Marienstatue auf dem Friedhof im Freiburger Stadtteil Sankt Georgen

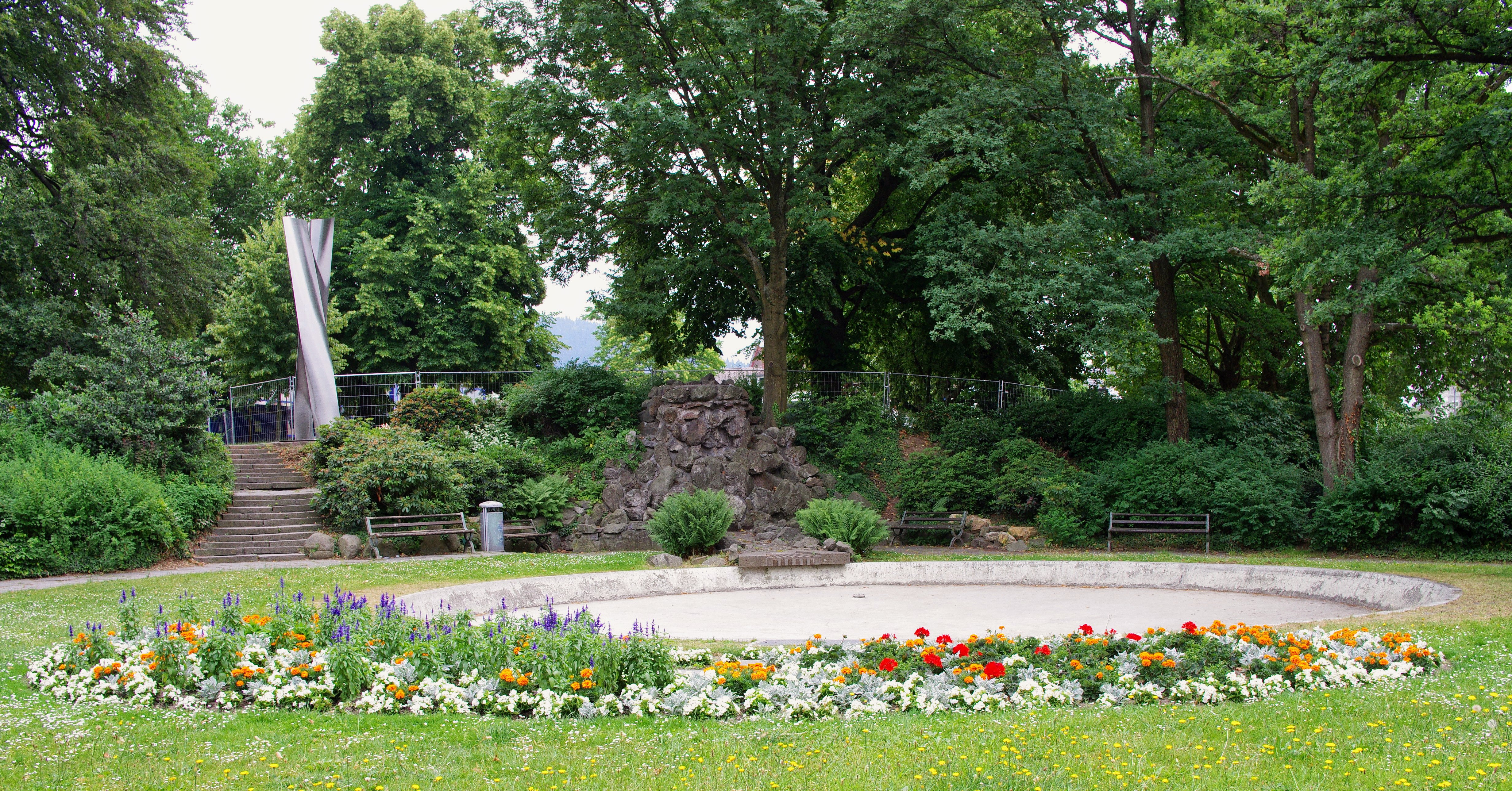
Der Brunnen hatte ursprünglich die Skulpturen von drei Jungen auf dem Steinhaufen. Jeder der Jungen stand für einen der drei Bäche – Ibenbach, Wagensteigbach und Rothbach – aus denen die Dreisam entsteht. Die Figurengruppe wurde während der Bombardierung Freiburgs zerstört.

Berthold Knittel schuf Werke aus Marmor, Modelle aus Ton und Gips und fertigte Stuck-Applikationen wie Putten und Medaillons. Er folgte dem romantisch-idealisierenden Stil seines Vaters nach. Nach eigener Aussage arbeitete Berthold zusammen mit seinem Bruder Gustav Adolf am Familiengrab der Knittels auf dem Freiburger Hauptfriedhof. Neben Kruzifixen und Siegessäulen in mehreren kleinen Orten, die vom Deutsch-Französischen Krieg 1870/71 zeugen, schuf er 1879 eine Marienstatue, die sich am Friedhof der Georgskirche im Stadtteil St. Georgen befindet. Eine weitere Madonna findet sich in der Kirche St. Leodegar in Bad Bellingen.
Seine Brunnengruppe am Alleegarten wurde infolge des Bombenangriffs von 1944 zerstört. Sie befand sich gegenüber dem Kollegiengebäude KG I der Universität und stellte als Jungen die drei Quellflüsse der Dreisam dar: Ibenbach, Wagensteigbach und Rotbach. Der Steinhaufen, auf dem sich das Denkmal befand, ist heute noch zu sehen.
Im Jahr 1882 erwarb das K. K. Naturhistorische Hofmuseum in Wien einen von Knittel in Freiburg geschaffenen Gipsabguss des Idolo Amazonico, der sich davor im Besitz des Direktors João Barbosa Rodrigues in Rio de Janeiro befunden hatte.
Eine auffällige Anzeige im Freiburger Adressbuch im Jahr 1890 ist insofern erwähnenswert, als dass dies sonst nur von Knittels Kollege Alberto Luratti bekannt ist.
Knittel betätigte sich zudem als Fotograf, indem er seine Werke selbst dokumentierte. Aus dem Jahr 1911 ist zudem eine Fototafel erhalten, in der er selbst Aus der Vergangenheit Berthold Herman Knittel’s berichtet.
Daneben unterrichtete Knittel von 1893 bis 1917 als Musiklehrer an der von ihm gegründeten „Privat-Musik-Schule Euterpe“ an Klavier, Violine und Zither.
Zwischen 1911 und 1915 war er wegen „Invalidität“ als Erfinder und Kaufmann tätig, kehrte dann aber wieder zur Bildhauerei zurück.
Am 26. Oktober 1917 wurde er in die Badische Heil- und Pflegeanstalt in Emmendingen eingewiesen. Wie aus einer Transportliste im Dokumentationszentrum Grafeneck hervorgeht, wurde er am 25. April 1940 als Patient der bereits im Vorjahr nach Zwiefalten verlegten Pflegeanstalt Rastatt zur Tötungsanstalt Grafeneck transportiert. Im Rahmen der Aktion T4 wurde er nach Ankunft ermordet.